# Can Perejoanet
Can Perejoanet és una masia de Gelida (Alt Penedès) protegida com a Bé Cultural d'Interès Local.

## Descripció
Masia de planta rectangular, coberta a dues vessants, de planta i pis, amb uns grans cellers construïts a finals del segle xix annexos, i una era i corrals. Cal destacar la gran quantitat de pedra tallada a portals, finestres i parets, les motllures de la finestra principal, l'espiell de damunt el portal dovellat principal i el rellotge de sol. L'interior, molt deteriorat, consta d'entrada i menjador-cuina, i una escala que condueix al pis superior on hi existeixen portals amb motllures enguixades de tradició gòtica, d'entrada a les habitacions.